# Нехай він виступить
«Нехай він виступить...» (рос. «Пусть он выступит...») — радянський телевізійний фільм режисера Олега Бійми, поставлений у 1982 році на кіностудії «Укртелефільм». Екранізація п'єси Джека Лондона «Крадіжка».

## Сюжет
Події розгортаються в США кінця XIX — початку XX століття. Говард Нокс збирається виступити з промовою, яка викриє багатого промисловця Старкуетера. Нокс володіє таємним листуванням щодо його темних фінансових махінацій. За день до виступу люди Хоббарда крадуть компрометуючі документи з номера готелю. Про крадіжку дізнається дочка Старкуетера Маргарет, у якої розвивається роман з Ноксом. Вона краде документи зі столу батька і передає їх Ноксу. Відразу після цього звучить постріл, що вбиває Говарда.

## У ролях
- Гліб Стриженов —  Ентоні Старкуетер, «король біржі»
- Ніна Алісова —  місіс Старкуетер
- Надія Смирнова —  Конні Старкуетер, дочка Ентоні
- Лариса Кадочникова —  Маргарет Чалмерс, дочка Ентоні Старкуетера, дружина Томаса Чалмерса, мати Томмі
- В'ячеслав Єзепов —  Томас Чалмерс, сенатор, чоловік Маргарет, батько Томмі
- Віталій Сідлецький —  Томмі, онук Ентоні Старкуетера, син Маргарет Чалмерс
- Євген Паперний —  Еллері Хаббард
- Лембіт Ульфсак —  Говард Нокс, доктор, член конгресу, соціаліст
- Сергій Кустов —  Фелікс Доблмен, секретар Ентоні Старкуетера
- Геннадій Кирик —  Джуліус Ратленд, священник єпископальної церкви
- Олена Драпеко —  Лінда Девіс, покоївка Маргарет Чалмерс
- В епізодах: Олександр Кузьменко, І. Сорокін, Святослав Максимчук (гість у Чалмерс, сенатор)

## Знімальна група
- Автор сценарію: Віктор Кісін
- Режисер-постановник: Олег Бійма
- Оператор-постановник: Олександр Мазепа
- Художник-постановник: Мирон Кипріян